# كيت كلاين
كيت كلاين (بالإنجليزية: Kit Klein)‏ هي متزلجة أمريكية، ولدت في 28 مارس 1910 في بوفالو في الولايات المتحدة، وتوفيت في 13 أبريل 1985.

## وصلات خارجية
- كيت كلاين على موقع SpeedSkatingBase.eu (الإنجليزية)
- كيت كلاين على موقع SpeedSkatingNews.info (الإنجليزية)
- كيت كلاين على موقع SpeedSkatingStats.com (الإنجليزية)
- كيت كلاين على موقع أوليمبيديا (الإنجليزية)